# Église Saint-Laurent de Neuvy-en-Champagne
Pour les articles homonymes, voir Église Saint-Laurent.
L'église Saint-Laurent est une église catholique située à Neuvy-en-Champagne, en France.

## Localisation
L'église est située dans le département français de la Sarthe, sur la commune de Neuvy-en-Champagne.

## Historique
L'édifice est classé au titre des monuments historiques le 1er août 1894.